# Xylocopa violacea
L'ape legnaiola (Xylocopa violacea Linnaeus, 1758) è un insetto dalla livrea nero-viola cangiante, appartenente alla famiglia Apidae, diffusa nell'Europa centro-meridionale. Spesso è erroneamente chiamata col nome di bombo nero o, anche, di calabrone nero.

## Descrizione

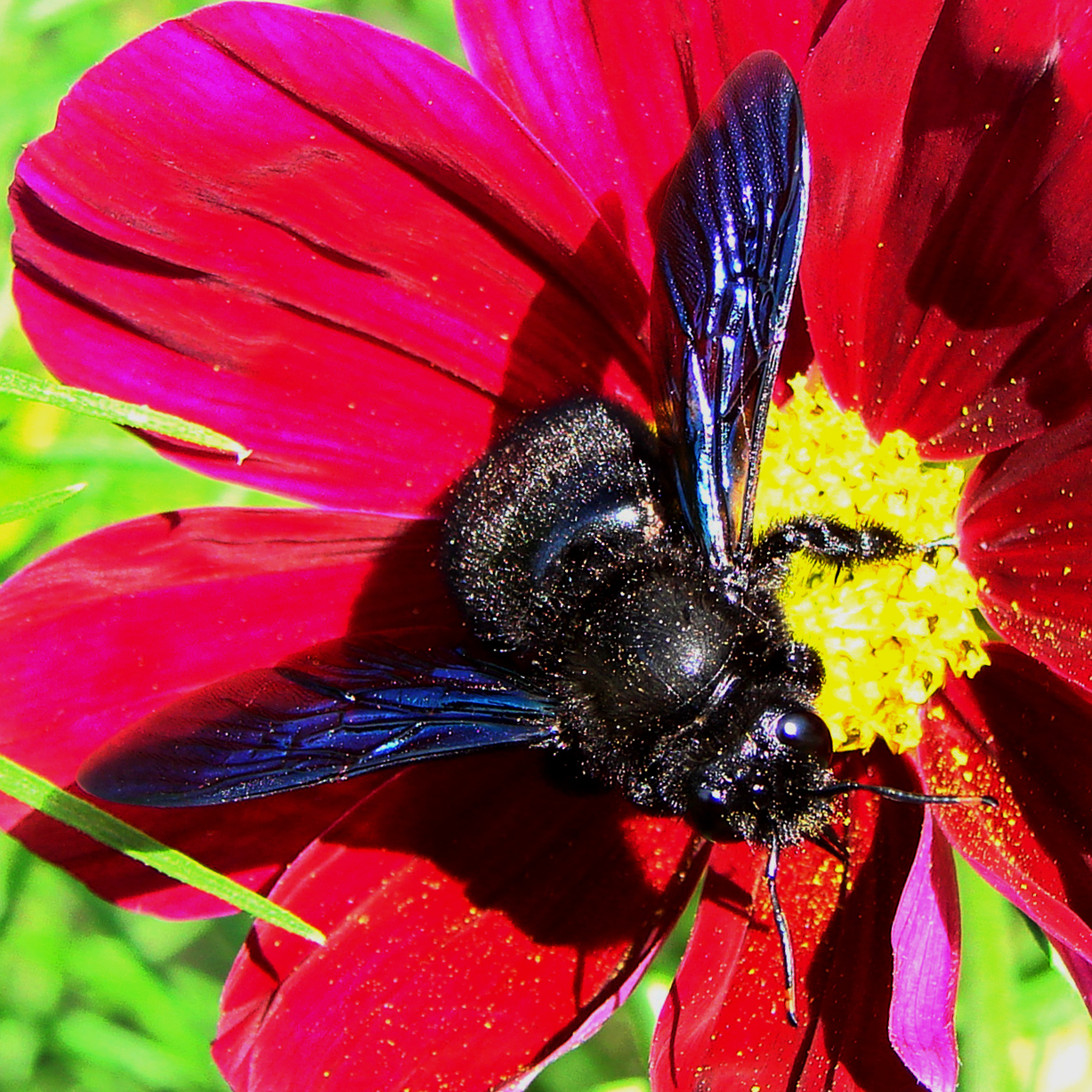
Maschio di X. violacea

È un'ape solitaria lunga 2,5–3 cm, dal volo rapido e piuttosto rumoroso.

Il corpo è di colore nero con riflessi violacei, pubescente. Le ali sono di colore viola cangiante. Il penultimo ed il terzultimo articolo delle antenne dei maschi sono di colore arancione. È dotata di un robusto pungiglione.
L'uso del pungiglione non determina la morte dell'insetto (a differenza di ciò che avviene a molti altri apoidei), a meno della frantumazione dello stesso durante l'attacco; nonostante ciò, risulta poco aggressiva.

## Distribuzione e habitat
Europa centro-meridionale.

## Biologia
È uno dei primi imenotteri a comparire subito dopo l'inverno, lo aiutano a entrare in attività così presto la pubescenza e anche il colore nero.
Si nutre di nettare e polline raccolto prevalentemente su fiori delle Lamiaceae.
La femmina depone le uova in gallerie scavate nel legno tenero (marcescente o meno), formando cellette separate da diaframmi; ogni celletta ospiterà un singolo uovo e una riserva di polline e nettare.
Essendo apoidei solitari, raramente causano seri danni al legno in opera anche se non è infrequente vederle ronzare attorno alle vecchie travi di edifici rurali. È sufficiente un trattamento protettivo impregnante sul legno e l'insetto prediligerà altre tane.
Talvolta l'insetto conclude il suo ciclo vitale nella sua tana, e in tal caso è probabile che la discendenza ne rimuova il corpo mummificato in occasione dello scavo di nuove gallerie. Nuovi scavi avvengono anche nel caso di danneggiamenti delle precedenti celle, ad esempio per spostamento o caduta del ceppo che le ospita.
La puntura di una Xylocopa avviene molto raramente, quando si sente minacciata e non trova via di fuga. La scarsa citotossicità del veleno determina l'insorgenza di segni limitati e l'unico sintomo è il dolore indotto dalla penetrazione. La pelle si indurisce, leggermente dolente, attorno alla puntura, ritornando rapidamente normale.

## Ecologia
X. violacea è stata segnalata come insetto impollinatore di diverse specie di orchidee tra cui Anacamptis laxiflora, Himantoglossum robertianum, Ophrys holosericea e Orchis mascula. Molto presente anche sulle infiorescenze a grappolo della Wisteria sinensis, o glicine comune.
Tra i parassiti delle larve vi sono l'imenottero icneumonide Holocryptus femoralis e il sapigide Polochrum repandum.